# Middendorfita
La middendorfita és un mineral de la classe dels silicats. Rep el nom per A. F. von Middendorf (1815-1894), un científic alemany-rus que va fer els primers estudis mineralògics sobre el massís de Khibini.

## Característiques
La middendorfita és un silicat de fórmula química K₃Na₂Mn₅Si₁₂(O,OH)36·2H₂O. Va ser aprovada com a espècie vàlida per l'Associació Mineralògica Internacional l'any 2005. Cristal·litza en el sistema monoclínic. La seva duresa a l'escala de Mohs es troba entre 3 i 3,5. És una espècie relacionada amb la bannisterita, la parsettensita i amb el grup de l'estilpnomelana.
Segons la classificació de Nickel-Strunz, la middendorfita pertany a «09.EJ - Fil·losilicats sense classificar» juntament amb la lourenswalsita.

## Formació i jaciments
Va ser descoberta a la pegmatita Hilairitovoye, situada a la mina d'apatita de Kirovskii, al mont Kukisvumtxorr, una de les muntanyes del massís de Khibini (óblast de Múrmansk, Rússia). Es tracta de l'únic indret de tot el planeta on ha estat descrita aquesta espècie mineral.